# Pendulier
Un pendulier est un fabricant et restaurateur de pendules, horloges, carillons, mais aussi de petites pièces d’horlogerie comme les aiguilles ou le balancier.
Le savoir-faire des penduliers est reconnu par son inscription à l’Inventaire du patrimoine culturel immatériel en France après une enquête réalisée chez un pendulier breton.

## Historique
La pendulerie est une branche de l’horlogerie. Les pendules françaises furent très réputées dès le XVIe siècle. Le prix d’une pendule pouvant s’élever à des montants très hauts. La France était spécialisée dans la pendulerie de luxe, au même titre que les pendules anglaises. L’industrialisation du XIXe siècle menace le savoir-faire des penduliers. Les mécanismes sont devenus industriels et la qualité en est abaissée. De plus, la demande en pendule est au plus bas au XIXe siècle et XXe siècle. La France perd son statut de producteur de luxe dans l’horlogerie au profit de la Suisse et ses montres.
Aujourd’hui, par manque de formations adéquates, le métier de pendulier n’est que très peu pratiqué, et le haut niveau de maîtrise du savoir-faire se fait de plus en plus rare en France.

## Restauration d’une pendule
L’objet doit d’abord être photographié et étudié par le pendulier afin qu’il repère les restaurations à effectuer.
Il passe ensuite au démontage de la partie décorative de la pendule. Celle-ci est séparée de la partie mécanique. Une deuxième expertise est menée sur la mécanique de la pendule.
Puis la chaque pièce de la partie mécanique de la pendule est démontée et analysée, afin de détecter les éventuelles altérations. 
La restauration de la partie décorative, la caisse, est confiée à des spécialistes en menuiserie et/ou peinture.
Toutes les rénovations à accomplir font l’objet d’un devis qui doit être soumis à la validation du client avant de commencer les étapes de la restauration des pièces.